# بری براو
بری براو (به انگلیسی: Berry Brow) یک روستای در یورک‌شر غربی، انگلستان، واقع در جنوب هادرزفیلد است. آن در ساحل شرقی
رودخانه هولم و تا حدی در جاده A۶۱۶ تا هانلی و پنیستون قرار دارد. این روستا دارای دوره ویکتوریا تحصیلات ابتدایی انگلستان، برخی فروشگاه‌ها و ایستگاه راه‌آهن در پنیستون لاین است. دو میخانه (راه‌آهن و پشم طلایی) و دو باشگاه، باشگاه‌های اجتماعی و باشگاه لیبرال دارد. محل یک خانه عمومی سوم، بول سیاه، در سال ۱۹۹۴ به یک رستوران هندی تبدیل شد.